# Royal Cruising Club
Le Royal Cruising Club (RCC) est un yacht club britannique fondé à Londres en 1880  pour soutenir la voile de loisir. Il est surtout connu pour la série de livres de navigation côtière produits sous les auspices de la Royal Cruising Club Pilotage Foundation, un organisme de bienfaisance. L'adhésion au RCC est limitée à 400 personnes au maximum, et se fait uniquement sur invitation, bien que certaines récompenses soient ouvertes à tous les plaisanciers.
Parmi les membres notables figurent Erskine Childers, Arthur Ransome, Hammond Innes, Peter et Anne Pye (en), Bill Tilman, Blondie Hasler, Adlard Coles (en), Miles et Beryl Smeeton (en) et Eric et Susan Hiscock (en) (Eric Hiscock est vice-commodore de 1959 à 1963), Paul Heiney.

## Prix
Le RCC décerne chaque année des coupes, des médailles et des prix, certains spécifiquement pour ses membres, mais également des récompenses sans restriction pour des exploits exceptionnels en matière d'exploration, de matelotage et de services rendus à la croisière. Le premier prix en 1896 est la Challenge Cup des membres, qui est décernée au vainqueur pendant un an et est décernée au membre qui, au cours de la saison écoulée, a réalisé la croisière la plus nouvelle, entreprenante, habile et instructive. Les détenteurs de cette coupe comprenaient le Dr Howard Sinclair, 1896-1898. ; lieutenant-colonel R. Barrington Baker, 1899, 1900, 1902 ; Philippe Herbert, 1901 ; Colonel TVW Phillips, RA, 1903 ; CE Walker, 1904. Les récompenses sans restriction comprennent :
- La médaille du Royal Cruising Club pour le matelotage est décernée la plupart des années avec des récipiendaires dont Robin Knox-Johnston en 1969, Alec Rose en 1968 et Francis Chichester en 1967. Plus récemment , Jeanne Socrates a reçu la médaille en 2013[6].
- La Médaille Tilman, médaille est décernée à la mémoire de Bill Tilman, membre du RCC qui a combiné la croisière sous les hautes latitudes et l'alpinisme. Il est décerné pour un « voyage exceptionnel dans les eaux arctiques ou antarctiques ou dans d'autres endroits éloignés des hautes latitudes ». Le lauréat de 2015 est Skip Novak[7].
- La Médaille pour services rendus à la croisière

Les Hiscocks ont remporté de nombreux prix du RCC. Ils ont reçu conjointement le Sir Lennon Goldsmith Exploration Award en 1973 et la Médaille pour services rendus à la croisière en 1975. Susan Hiscock a remporté deux fois la Ladies' Cup. 

## Publications
L'engagement précoce des fondateurs du club en faveur de la navigation est maintenu. Au début du XXe siècle, des portfolios de nuanciers gravés sont publiés. Le club est le pionnier de nombreuses choses désormais considérées comme allant de soi, telles que de petites cartes d'approche des ports et des instructions nautiques pour les petites embarcations.
Depuis 1976, la Royal Cruising Club Pilotage Foundation s'efforce de « faire progresser l'éducation du public dans la science et la pratique de la navigation ». La Fondation Pilotage publie une large gamme d'informations sur le pilotage, notamment des livres de pilotage pour les régions du monde, totalisant une soixantaine d'ouvrages, fournissant des informations sur la navigation dans de nombreuses régions du monde, en anglais et dans d'autres langues.
La Royal Cruising Club Pilotage Foundation est constituée en société indépendante à responsabilité limitée par garantie en 2005 (RCC Pilotage Foundation Ltd) et est un organisme de bienfaisance enregistré au Royaume-Uni. Ses opérations sont dirigées par une équipe de direction bénévole, responsable devant les administrateurs de la Fondation Pilotage, dont la nomination est approuvée par le RCC.

## Histoire
La croisière en tant qu'activité distincte n'est pas l'objectif principal des yacht clubs de la Grande-Bretagne victorienne, mais en 1880, Arthur Underhill, un avocat de Wolverhampton, rassembla un petit groupe de passionnés de croisière pour former ce qui est alors simplement le Cruising Club. Le seul objectif est de promouvoir la navigation de plaisance résumée dans les règles originales du club ainsi que :
« d'associer les propriétaires de petits yachts, bateaux et canoës utilisés pour la croisière sur mer, rivière ou lac, et toutes autres personnes intéressées par les divertissements aquatiques. »,
Le club a commencé à se forger une réputation d'être utile et compétent en faisant circuler des récits de ses activités de croisière et des archives de celles-ci sont désormais accessibles au public sur le site Web du club. Le club a commencé à publier des guides de pilotage et d'autres informations utiles sur la croisière.
L'activité de croisière des membres du club se développe rapidement. La première traversée transatlantique, en 1892, fut suivie d'explorations plus intrépides, culminant avec le premier tour du monde complet en 1919. En 1902, une charte royale fut accordée et le club devint le Royal Cruising Club. De nombreux plaisanciers notables sont membres du RCC, notamment Claud Worth, Miles et Beryl Smeeton et surtout Eric et Susan Hiscock, dont la vie de voyage et leurs récits dans des livres et des films ont inspiré une génération de marins de longue distance sur des yachts modestes.
Contrairement à de nombreux yacht clubs, le RCC ne fonctionne pas à partir d'une base fixe, avec un rassemblement en 1894, le RCC est l'un des premiers à adopter ce que l'on appelle largement les « Meets » (un terme emprunté à la chasse). Dans ceux-ci, les bateaux se rassemblent à un mouillage convenu, souvent en rafting. La plupart des années, une rencontre a lieu dans le cours inférieur de la rivière Beaulieu, dans le Hampshire, mais elle est répandue dans le monde entier. Cette pratique est adoptée par de nombreux autres clubs, notamment les sections de la Cruising Association et du Cruising Club of America, ainsi que par de nombreuses autres organisations similaires dans le monde.
Pendant la Seconde Guerre mondiale, un groupe sélectionné de plaisanciers retraités, dont plusieurs membres du Royal Cruising Club, furent recrutés pour étudier et étudier les parties du littoral continental qui pourraient avoir une importance stratégique.

## Voir également
La Cruising Association est une organisation britannique plus grande qui représente les intérêts des petites croisières en bateau et qui fournit également des informations sur le pilotage aux petits bateaux de croisière.